# Marc John Jefferies
Marc John Jefferies (New York, 16 maggio 1990) è un attore e doppiatore statunitense.

## Carriera
Il primo ruolo cinematografico risale al 1995, dove interpreta il protagonista nel film drammatico Lontano da Isaiah; nel 2003 partecipa a La casa dei fantasmi. Nel 2005 interpreta un giovane 50 Cent nel film Get Rich or Die Tryin'; nel 2009 entra nel cast di Notorious B.I.G., film biografico sulla vita del defunto rapper The Notorious B.I.G., dove interpreta Lil' Cease, rapper amico del protagonista e membro dei Junior M.A.F.I.A..
Fratello maggiore dell'attrice LaShawn Jefferies.

## Filmografia

### Attore

#### Cinema
- Lontano da Isaiah (Losing Isaiah), regia di Stephen Gyllenhaal (1995)
- Stuart Little 2, regia di Rob Minkoff (2002)
- Brown Sugar, regia di Rick Famuyiwa (2002)
- Friday After Next, regia di Marcus Raboy (2002)
- Charlie's Angels - Più che mai (Charlie's Angels: Full Throttle), regia di McG (2003)
- La casa dei fantasmi (The Haunted Mansion), regia di Rob Minkoff (2003)
- Spider-Man 2, regia di Sam Raimi (2004)
- Get Rich or Die Tryin', regia di Jim Sheridan (2005)
- Al passo con gli Stein (Keeping Up with the Steins), regia di Scott Marshall (2006)
- Whitepaddy, regia di Geretta Geretta (2006)
- The Assassination - Al centro del complotto (Assassination of a High School President), regia di Brett Simon (2008)
- Notorious B.I.G. (Notorious), regia di George Tillman, Jr. (2009)
- Little Hercules in 3-D, regia di Mohamed Khashoggi (2009)
- Beware the Gonzo, regia di Bryan Goluboff (2010)
- Slow Moe, regia di Timothy J. Nelson (2010)
- Yelling to the Sky, regia di Victoria Mahoney (2011)
- Big Mama - Tale padre, tale figlio (Big Mommas: Like Father, Like Son), regia di John Whitesell (2011)
- LUV, regia di Sheldon Candis (2012)
- Newlyweeds, regia di Shaka King (2013)
- Contest, regia di Anthony Joseph Giunta (2013)
- Brotherly Love, regia di Jamal Hill (2015)
- Supermodel, regia di Shawn Baker (2015)
- La quinta onda (The 5th Wave), regia di J Blakeson (2016)
- Happy Baby, regia di Stephen Elliott (2016)
- Chapter & Verse, regia di Jamal Joseph (2016)
- Nerve, regia di Henry Joost e Ariel Schulman (2016)
- Chocolate City: Vegas, regia di Jean-Claude La Marre (2017)
- Fatally Flawless, regia di Lay Tahir e Sulayman Tahir (2018)
- Equal Standard, regia di Brendan Kyle Cochrane (2020)
- 5th Borough, regia di Steve Stanulis (2020)
- Lit, regia di Jamal Hall (2020)

#### Televisione
- New York Undercover – serie TV, episodio 2x13 (1995)
- Cosby – serie TV, 2 episodi (1997)
- Mr. Cooper (Hangin' with Mr. Cooper) – serie TV, episodio 5x02 (1997)
- Homicide (Homicide: Life on the Street) – serie TV, episodio 6x03 (1997)
- Trinity – serie TV, episodio 1x03 (1998)
- Law & Order - Unità vittime speciali (Law & Order: Special Victims Unit) – serie TV, 2 episodi (2000-2012)
- CryBaby Lane, regia di Peter Lauer – film TV (2000)
- The Practice - Professione avvocati (The Practice) – serie TV, episodio 6x07 (2001)
- In tribunale con Lynn (Family Law) – serie TV, episodio 3x13 (2002)
- Squadra emergenza (Third Watch) – serie TV, 3 episodi (2002)
- The Tracy Morgan Show – serie TV, 18 episodi (2003-2004)
- E.R. - Medici in prima linea (ER) – serie TV, episodio 11x17 (2005)
- Wyclef Jean in America, regia di Troy Miller – film TV (2006)
- 3 libbre (3 lbs) – serie TV, episodio 1x08 (2006)
- Dexter – serie TV, 3 episodi (2008)
- Treme – serie TV, 8 episodi (2010)
- NYC 22 – serie TV, episodio 1x10 (2012)
- Power – serie TV, 3 episodi (2015)
- Blue Bloods – serie TV, episodio 7x10 (2016)
- Two Grown – serie TV, episodio 2x04 (2017)
- Curvy Girls Rock – serie TV, episodio 1x02 (2018)
- City on a Hill – serie TV, 3 episodi (2021)

#### Cortometraggio
- Running from the Devil, regia di David Kim (2008)
- Jackson Ward, regia di Matthew Petock (2008)
- The Troy Shawn Welcome Story, regia di Michael A. Pinckney (2010)
- Go Down Swinging, regia di Joe Testa (2012)
- Brother's Keeper, regia di Robert L. Poole (2012)
- Say Something, regia di John Bianco (2016)
- Bonecrusher, regia di Jim Morrison IV (2020)

### Doppiatore

#### Cinema
- Monsters & Co. (Monsters, Inc.), regia di Pete Docter (2001)

#### Televisione
- Stuart Little – serie TV animata, 2 episodi (2003)
- Fatherhood – serie TV, 26 episodi (2004-2005)
- Justice League Unlimited – serie TV animata, episodio 1x03 (2004)

## Doppiatori italiani
Nelle versioni in italiano dei suoi film, Marc John Jefferies è stato doppiato da:
- Flavio Aquilone in Get Rich or Die Tryin', Notorious B.I.G.
- Alessio De Filippis in Dexter
- Alessio Ward in Lontano da Isaiah
- Daniele De Ambrosis in City on a Hill
- Gabriele Patriarca in La casa dei fantasmi
- George Castiglia in Big Mama - Tale padre, tale figlio
- Paolo Vivio in Power

Nei prodotti a cui partecipa come doppiatore, in italiano è stato sostituito da:
- Vladimiro Conti in Monsters & Co.

## Riconoscimenti
- Nomination agli Young Artist Awards 2004: Miglior attore giovane non protagonista per La casa dei fantasmi